# ケビン・オーエンズ
- ケビン・スティーン
- ケヴィン・スティーン

ケビン・オーエンズ（Kevin Owens、1984年5月7日 - ）は、カナダのプロレスラー。ケベック州サン・ジャン・シュール・リシュリュー出身。2014年6月以降はWWEに所属している。ニックネームは「KO」。
WWE移籍以前は特にカリフォルニア州を拠点にするプロレスリング・ゲリラやROHなどに参戦していた。旧リングネームは本名でもあるケビン・スティーン（Kevin Steen）。

## 来歴

### デビュー前
11歳の時にレッスルマニアXIのディーゼル対ショーン・マイケルズのWWF王座を賭けた勝負を見てプロレスに興味を持ち、3年後に親の勧めでケベックを拠点としたレスラーの元でトレーニングを開始、翌年にはジャック・ルージョーの元で本格的なトレーニングを積み始めた。4年間をルージョーの元でトレーニングとプロモーション活動をし、2000年5月7日の16歳の誕生日にデビュー。デビュー後はインターナショナル・レスリング・シンジゲートを含むカナダのインディー団体に進出している。

### CZW（2004年 - 2006年）

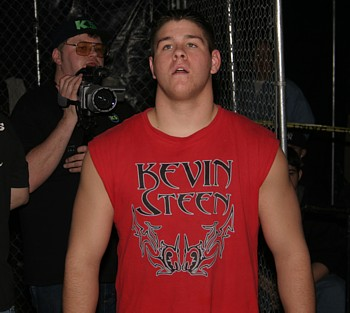
2004年

2004年9月10日のイベントでコンバット・ゾーン・レスリング（Combat Zone Wrestling）に参戦する。エル・ジェネリコ、エキセス、セクシー・エディの4wayマッチをするも負けてしまう。その後もCZWに出場し続け、エル・ジェネリコ、スーパー・ドラゴン、エクスカリバーとチームを組むようになる。
05年の5月にはCZWベスト・オブ・ベスト・トーナメントに出場し、ケニー・バスタードとクリス・ヒーローを破り、決勝戦でBボーイ、スーパー・ドラゴン、マイク・ケンブッシュと4wayマッチで対戦するもマイク・ケンブッシュに負けてしまう。
その3ヶ月後にフランキー・ザ・モブスターを破り、初めてCZWアイアンマン王座を獲得する。その後ナイト・ウェッブ、エル・ジェネリコ、クリス・セイビン、スーパー・ドラゴン相手に次々と防衛。さらに、ネクロ・ブッチャー、DJハイド、B.J.ホイットマー、メシアを相手にも防衛をする。
8月のトラップドという大会で、スティーンはフォールされたら王座移動という不利な条件を突き付けながらもガンディアンズ（ケビン・スティーン、エル・ジェネリコ、フランキー・ザ・モブスター、ルフィスト）、ブラックアウト（セイビアン、ジョーカー、ロビー・ミレノ）、フォア・ファザーズ（ニック・ゲイジ、ジャスティス・ペイン）とエディ・キングストンの3wayを行う。モブスター、ジェネリコが脱落したあとルフィストと仲違いを起こし、ロー・ブローからルフィストにフォールを奪われタイトルを失う。タイトルを落とし、しばらくしてDRAGON GATEのツアーに参加するためにCZWから離脱してしまう。
08年に一度だけ戻っており、ボーデル・ウォーカーと試合をするもノーコンテストに終わる。これ以降CZWには戻っていない。

### PWG（2005年 - 2008年、2010年 - 2014年）
05年の5月に、CZWと同時並行でプロレスリング・ゲリラ（Pro Wrestling Guerrilla）にも参戦している。8月にはA.J.スタイルズを破りPWG世界王座を初戴冠するが、4ヵ月後にスーパー・ドラゴンの介入もあり、ジョーイ・ライアンにタイトルを奪われてしまう。そこからスーパー・ドラゴンと抗争を開始し、12月にスティーンが負け、抗争に終止符を打った。
2006年に入るとエル・ジェネリコとタッグを組み、PWG世界タッグ王座を目指すようになる。翌年の07年7月になると王者組のPACとロデリック・ストロングを破りPWG世界チーム王座を獲得する。3ヵ月後のツアー中にデイビー・リチャーズとスーパー・ドラゴン組に敗れるまでの3ヶ月ベルトを保持し続けた。タイトルを失った翌日、負けたらPWGからの無期限に離脱を条件に、パートナーをPACに変えて王者組にリマッチするも負けてしまう。この後スティーンはPWGから長期離脱をする。
08年3月になるとエル・ジェネリコをパートナーにPWGに復帰し、復帰と同時にジェーイ・ライアンとスコット・ロストのタッグチャンプを破り、2度目のタイトルを獲得をする。スティーンとジェネリコのタッグはダイナミック・ダムヴィレート・タッグ・チーム・タイトル・トーナメント（DDT4）に出場、決勝までの残るがジャック・エヴァンス、ロデリック・ストロング組に敗れてしまいタイトルを失ってしまう。その後諸事情により再びPWGを離脱し、ROHへ合流している。
2010年にROHを離脱するとスーパー・ドラゴンの同意を得て復帰。2010年12月に武者修行中の戸澤アキラと初対戦し、勝利を収めている。11年の2月のなると3月のDDT4のトーナメントのために戸澤とナイトメア・バイオレンス・コネクション（Nightmare Violence Connection）というタッグ名でタッグ結成した。トーナメント初戦でブリスコ・ブラザースを破り、当時のROH世界タッグチーム王座保持者のキング・オブ・レスリングを破って決勝まで残り、決勝でヤング・バックスと対戦するが負けて準優勝で終わってしまう。
PWGの8周年記念のショーで第1試合でPACを破り、第5試合でCIMAと組んで当時PWG世界タッグ王座を保持していたザ・ヤング・バックスとノンタイトルで対戦して勝利した。ショーのメインイベントであるPWG世界王座を賭けたチャンピオンのクラウディオ・カスタニョーリと挑戦者のクリス・ヒーローの試合後、タイトルを防衛した王者にいつでもPWG王座へ挑戦できる権利を行使し、パッケージ・パイルドライバーでチャンピオンから3カウントを奪い王座を奪取。通算2回目の獲得である。
8月の2011 Battle of Los Angelesのトーナメントでデイブ・フィンレー、エディ・エドワーズを破り決勝へ進出したが、かつてのタッグを組んでいたライバルのエル・ジェネリコに敗れてしまう。9月にデイビー・リチャース相手にPWG王座を防衛するが、10月のSteen Wolfでエル・ジェネリコとPWG王座を賭けたラダーマッチ形式で試合を行い、ヤング・バックスの介入もありエル・ジェネリコに王座を奪われてしまう。試合後、スティーンを守るために脳震盪で引退していたスーパー・ドラゴンが3年ぶりに現れ、ヤング・バックス側のゲリラ・マッチを受け入れる代わりに、ヤング・バックスが保持しているPWG世界タッグチーム王座への挑戦権を手に入れた。
スティーンとスーパー・ドラゴンはアペタイト・フォー・ディストラクション（Appetite for Destruction）というタッグ名でヤング・バックスとゲリラ・マッチで対戦し、ヤング・バックスからPWG世界タッグチーム王座を奪取した。翌年3月にはPWG世界王座を賭けてチャンピオンのエル・ジェネリコとエディ・エドワーズと3wayマッチを行い勝利しタイトルを奪取した。4月にはサミ・キャリハン、5月にはブライアン・ケイジ・テイラーを相手に王座を防衛するが、同じ日にスーパー・ドラゴンの踵の怪我の影響でタッグ王座を返上した。PWGの9周年イベントでもウィリー・マックを相手に王座を防衛した。
9月に2012 Battle of Los Angelesに出場。1回戦でリコシェに負けたうえに、Battle of Los Angelesの優勝者であるアダム・コールにベルトを盗まれてしまう。10月にタイトルを賭けリコシェ、マイケル・エルガンの3wayマッチで防衛を果たすが、試合後にコールが12月にタイトルに挑戦すると宣言。12月1日にタイトルを賭けアダム・コールとゲリラ・ウォーフェア・マッチで対戦するが負けてしまい、タイトルを落としている。
エル・ジェネリコがWWEとの契約に合意をすると、スティーンとジェネリコは再びタッグを結成。2012年12月開催のDDT4に参加し、ブリスコ・ブラザーズとフューチャー・ショック（アダム・コールとカイル・オライリー）を破り決勝に進むが、ヤング・バックスに敗れて準優勝に終わった。
2013年8月にヒールターン、PWG王座保持者のアダム・コール、PWG世界タッグ王座保持者のヤング・バックスとマウント・モアラッシュ・オブ・レスリング（The Mount Rushmore of Wrestling）を結成している。。

### ROH（2007年 - 2014年）

#### エル・ジェネリコのタッグ、抗争へ（2007年 - 2009年）

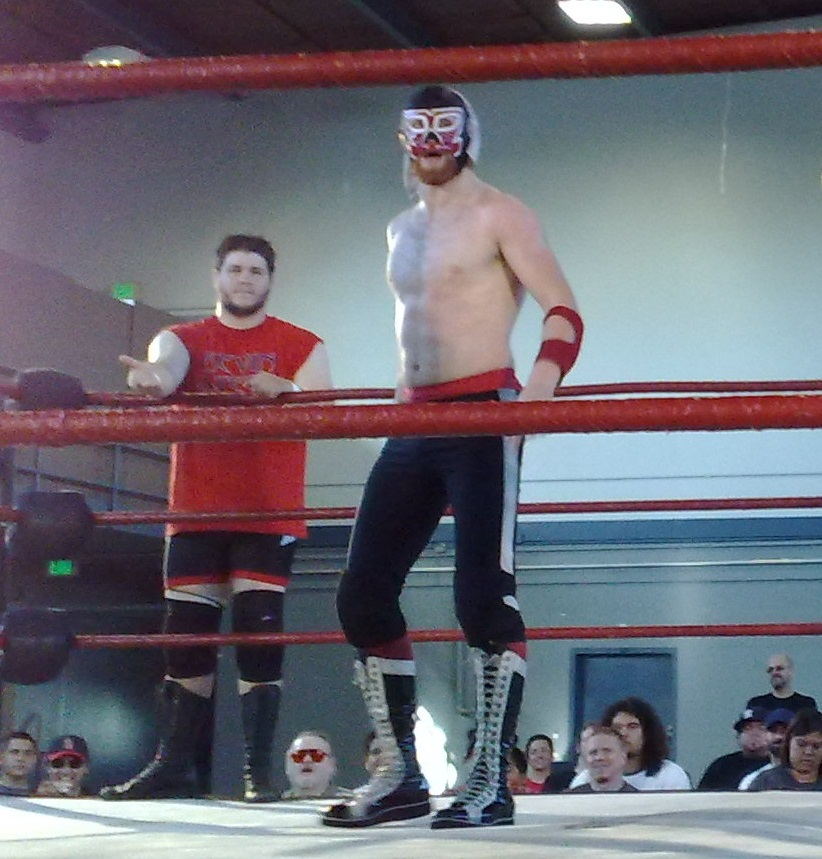
リングに立つスティーン（左）とジェネリコ（右）

2007年の2月、ROHにエル・ジェネリコとタッグを組み出場、ブリスコ・ブラザーズと対戦するが負けている。4月にジェイ・ブリスコとエリック・スティーブンスとの対戦中に欠場していたマーク・ブリスコが登場し試合に乱入されるがパッケージ・パイルドライバーで葬っている。5月にはジェイソン・ブレード、エディ・エドワーズ、PPVのRespect is Earnedではアイリッシュ・エアボーン（ジェイク、デイブ・クリスト）、ペレ・プリモーとミッチ・フランクリン、ジミー・レイブとアダム・ピアースの4wayマッチに参加し、勝利している。
6月のPPVでDrivenでブリスコ・ブラザーズの持つROH世界タッグチーム王座に挑戦するが負けてしまう。その後PPVでブリスコ・ブラザーズとの3連戦を行う。1戦目のDeath before Dishonor V Night 1でノン・タイトルマッチでボストン・ストリート・ファイトと対戦し勝利、2戦目のManhattan Mayhem IIでブリスコブラザーズの持つタッグ王座を賭けて対戦するが敗北、3戦目のMan Up!で再びタッグ王座を賭けてラダー・マッチ形式で対戦するが負け、負け越してしまう。
08年の6月にROH世界タッグチーム王座を賭けたワン・デイ・トーナメントにジェネリコと共に出場。初戦で潮崎豪、ROH世界王座保持者のナイジェル・マッギネス、2回戦でクリス・ヒーロー、アダム・ピースから勝利して決勝戦に進むが、タイラー・ブラックとジミー・ジェイコブスのタッグに負けてしまう。6月後半はジェネリコと共に勝ち星を増やしていく。7月に初めてカナダのトロントで行われたナイジェル・マッギネスとROH世界王座を賭けて対戦するが負けている。
9月に行われたDrivenでエイジ・オブ・ザ・フォールからROH世界タッグチーム王座を獲得。09年の4月にエディ・エドワーズとデイビー・リチャーズのタッグであるアメリカン・ウルヴス（The American Wolves）に奪われるまでタイトルを保持していた。12月のFinal Battle 2009でジェネリコと共にヤング・バックスとの試合で負けてしまう。試合後にジェネリコに突然スチール・チェアで殴打してヒールターン、同時にジェネリコとのタッグを解消。スティーンは新たなパートナーとしてスティーブ・コリノを指名した。
翌年の2010年に入るとジェネリコとの抗争を始めるようになる。4月のPPVであるThe Big Bang!でコリノとのタッグでジェネリコ、コルト・カバナと対戦し、スチールチェアでジェネリコを殴り反則負けで負けてしまう。試合後にジェネリコの怒りが爆発、Brainbustaaaaahhhhh!!!!!を食らってしまう。6月のDeath before Dishonor VIIIでジェネリコとシングルで対戦し、勝利している。9月のGlory By Honor IXでタブル・チェーン・マッチでコリノとのタッグでジェネリコ、カバナのタッグと対戦し、コリノがタップして敗北。試合後にジェネリコを攻撃している。
12月のFinal Battle 2010に1年間続けてきた抗争の最終試合として、ファイト・ウィズアウト・オーナー形式でエル・ジェネリコは自分のマスクを、スティーンはROHでの自分のキャリアを賭けて対戦。長時間の末、ジェネリコがスチールチェアでスティーンを殴打、そのままカバーしてスティーンは負けてしまう。

#### レスリング・ワースト・ナイトメア（2011年 - 2013年）

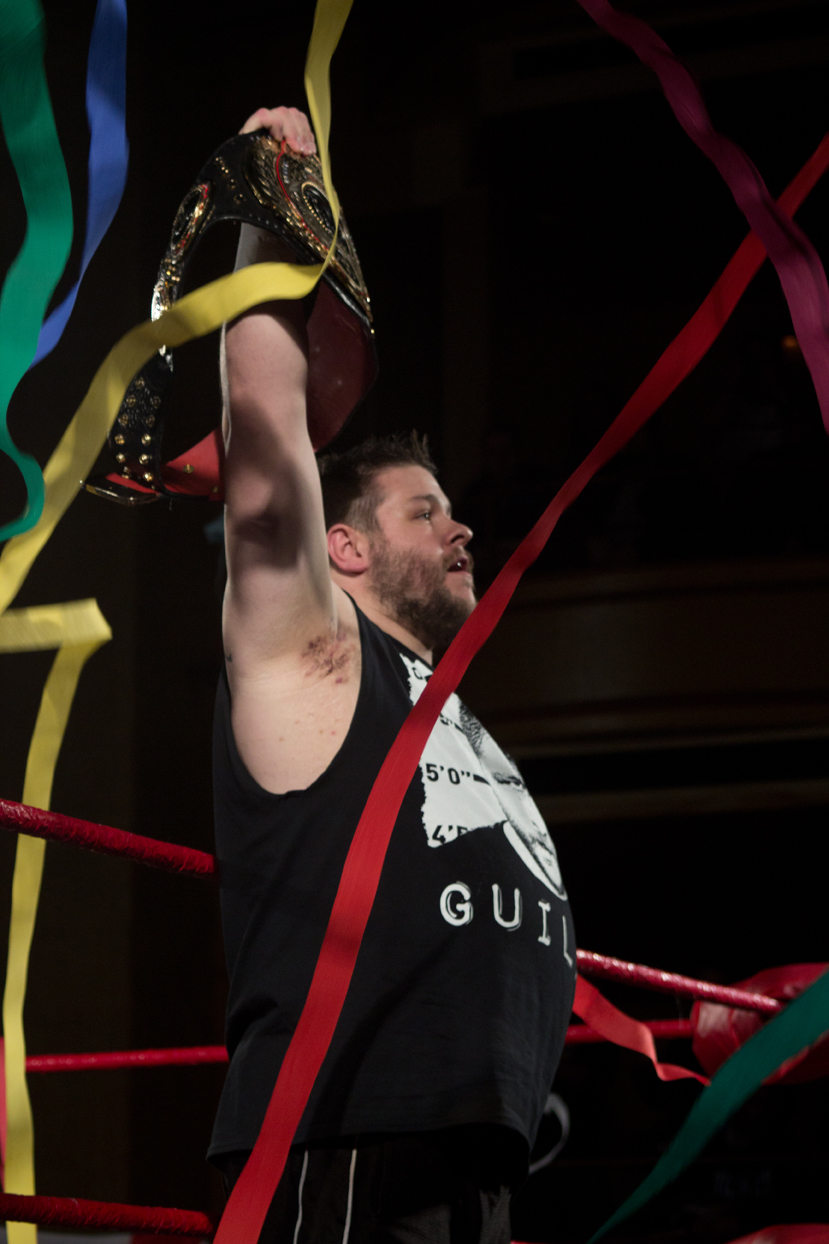
ROH世界ヘビー級王座を掲げるスティーン

2011年6月のBest in the World 2011でコリノの呼びかけでROHに復帰を果たし、復帰するとROHに不満をぶつけた（ストーリー上）が、呼びかけてくれたコリノにパッケージ・パイルドライバーを決めている。スティーンはジム・コルネットがスティーンをROHで二度と試合をさせないと観客に誓ってる最中に、会場から追い出されている。
その後7月にROHのオフィシャルメッセージボードにPWGを賞賛する書き込みをする。9月にはROHのメッセージボードにPPVであるDeath Before Dishonor IX に参戦すると表明。当日にエル・ジェネリコとジミー・ジェイコブスの試合中に乱入、エプロンにジェイコブスをパワーボムで叩きつけ、試合はノー・コンテンストになる。その後もROHの社長であるカーリー・シルキンにパッケージ・パイルドライバーを決めようとするがセキュリティーに会場から強制退場させられてしまう。
11月のRing of Honor Wrestlingに法律アドバイザーのクリスチャン・マスカーニ（OVWのタレント、法律アドバイザーもギミック）と共に登場、ジム・コルネットとROHに3週間以内に復帰させないと法的措置をとると告げた。12月冒頭のRing of Honor WrestlingにてPPVでノーDQでスティーンが勝てば再雇用するとの条件でコリノと対戦することが決定。PPVのFinal Battle 2011でコリノに勝利し、再雇用が決定した。試合後にジェイコブスにパッケージ・パイルドライバーを決め、現れたジェネリコにもパッケージ・パイルドライバーを決めている。メインのROH世界王座を賭けたデイビー・リチャーズとエディ・エドワーズの試合後、防衛に成功したデイビーに2012年にはベルトを奪取すると宣言した。
2012年3月のPPVであるYoung Wolves Rising 10th Anniversary Showに出場、ジミー・ジェイコブスと対戦し、ロー・ブローからのF-5で勝利、メイン終了後にデイビーに再びタイトルマッチを要求。3月30日のPPVのShowdown in the Sun Night Oneでエル・ジェネリコとラスト・マン・スタンディング・マッチで対戦、ジミー・ジェイコブスがジェネリコを裏切り、勝利。翌日31日のShowdown in the Sun Night Twoではエディ・エドワーズと対戦し勝利している。

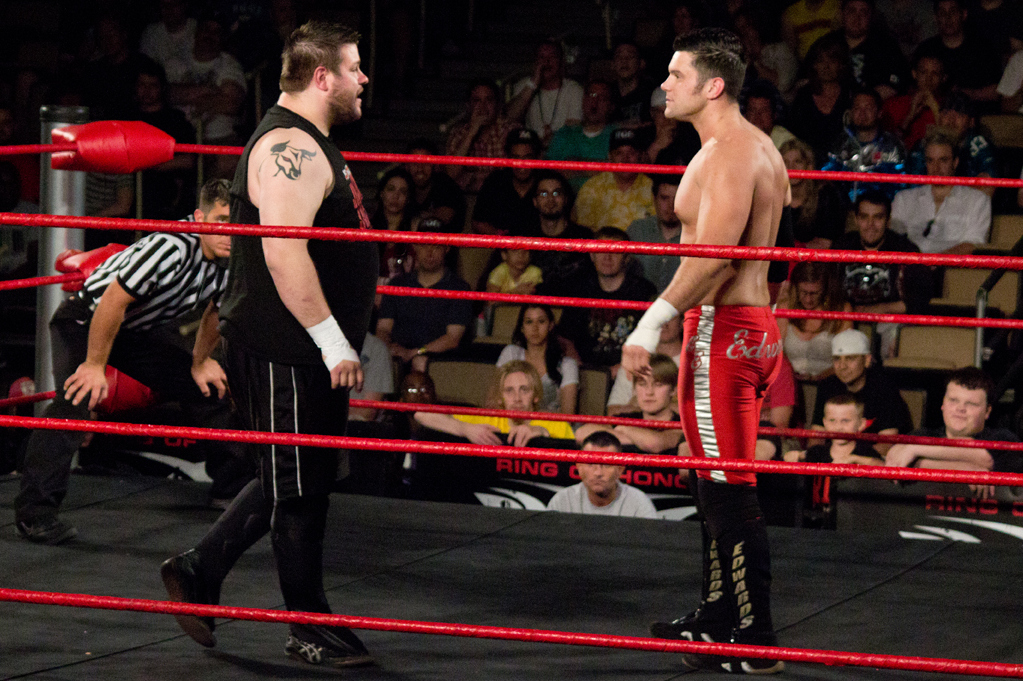
エドワーズと対峙するスティーン

5月のBorder WarsでROH世界ヘビー級王座を賭けてデイビー・リチャーズと対戦して勝利、スティーンは初めてROH世界王座を獲得、カナダ人としても初めての獲得であった。タイトル獲得後にジェイコブスとステイーブ・コリノがリングに登場、3人はハグし、S.C.U.M.（Suffering,Chaos,Ugliness,and,Mayhem）というユニットを結成した。
6月にはエディ・エドワーズを相手にタイトル初防衛に成功。6月のPPVであるBest in the World 2012: Hostage Crisisでデイビーを相手に2度目のタイトルを防衛している。8月のBoiling Pointでエディ・キングストンに防衛。9月のDeath Before Dishonor X: State of Emergencyのメインでライノを相手に防衛。10月にジェイ・リーサルを相手にタイトルマッチを行うがノー・コンテンストに終わっている。10月のGlory By Honor XI: The Unbreakable Hopeでマイケル・エルガンを相手に防衛している。12月のFinal Battle 2012: Doomsdayでエル・ジェネリコとタイトルを賭けてラダー・マッチで対戦して防衛している。
2013年3月の11th Anniversary Showでジェイ・リーサルとのタイトルマッチで防衛を果たすも、4月のSupercard of Honor VIでジェイ・ブリスコに敗れタイトルを奪われてしまった。

#### ラスト・ラン（2013年 - 2014年）

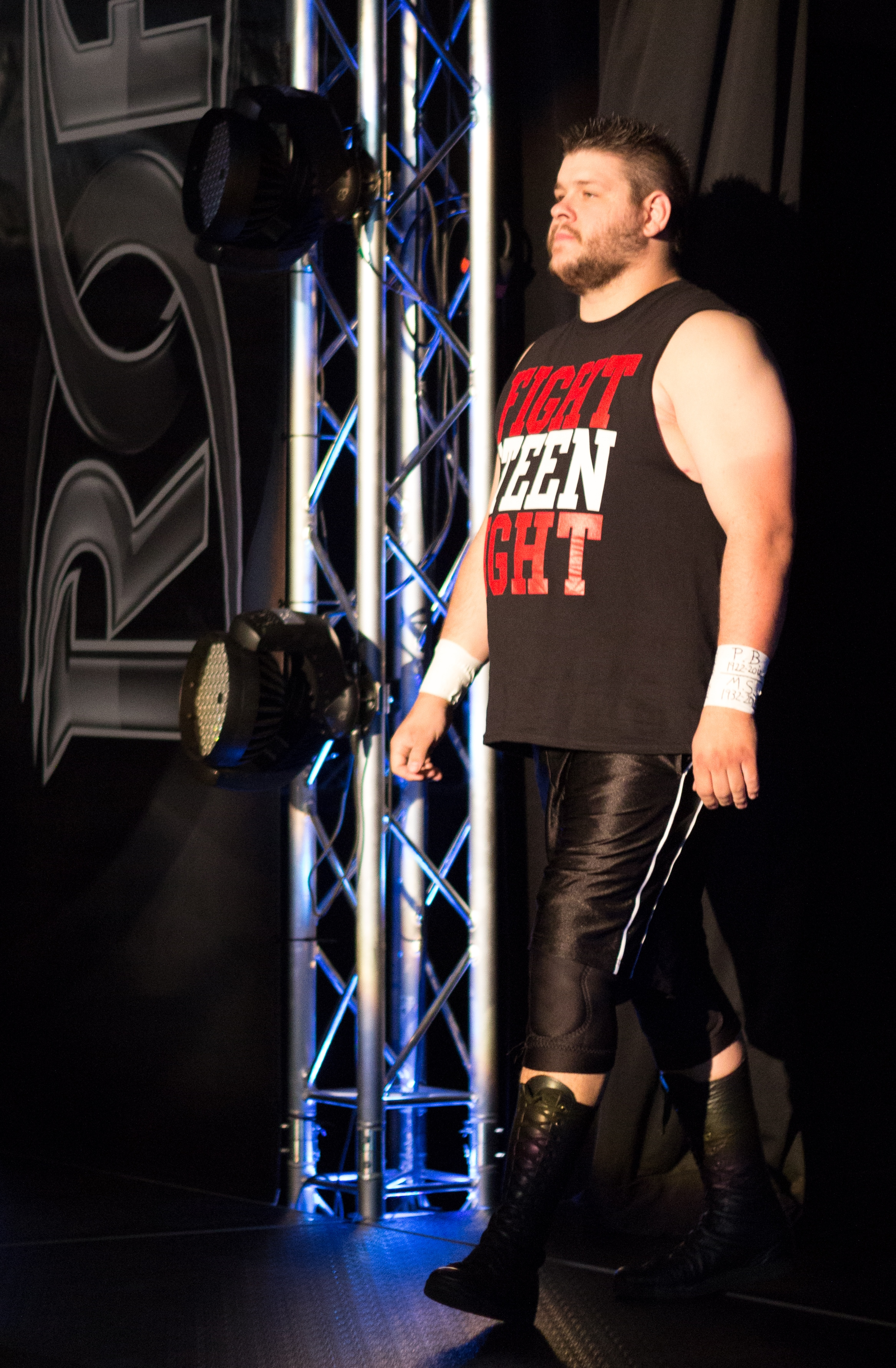
2013年5月

王座陥落の翌日にS.C.U.M.のメンバーにリンチされ、コリノからスティーンはROHで2度と見ることができないと言われてしまう。しかし、5月に再登場（ジェイ・リサールの代役）し、マイケル・エルガンとのタッグでS.C.U.M.のクリフ・コンプトンとジミー・ジェイコブスと対戦するがスティーンがピンフォールを奪われ敗北。試合後エルガンはスティーンを待つことなく1人歩いて退場してしまう。その後もS.C.U.M.との抗争を続け、6月のBest in the World 2013ではS.C.U.M.の一員であるマット・ハーディーとのノーDQマッチで負けている。PPV翌日には、BJホイットマー、ジェイ・リーサル、マイケル・エルガンと組み、ジミー・ジェイコブス、レット・タイタス、クリフ・コンプトン、ライノと対戦。試合中にコリノやマットの介入を受けるも、ジェイコブスからピンフォールを奪い勝利、S.C.U.M.を解散に追い込んだ。
8月に空位となったROH世界王座を獲得できるトーナメントに出場。初戦でブライアン・ケンドリックを破り、2回戦ではロデリック・ストロングを破り、準決勝に進出するが、マイケル・エルガンに負けてしまっている。トーナメント終了と共にマイケル・ベネットと抗争を開始し、10月のGlory by Honor XIIでスティーンが負けてしまったが、12月のFinal Battle 2013で敗者はパイルドライバーを封印する条件でストレッチャー・マッチで対戦。最後はスティーンが勝利して抗争を終えた。
2014年1月にROH世界王座への挑戦権を賭け、ジェイ・リーサル、マイケル・エルガン、トマソ・チャンパと対戦、勝利して挑戦権を獲得。5月のGlobal Warsで王者のアダム・コールに挑むも負け、タイトルを獲得できなかった。その1週間後にROHと新日本プロレスが合同で行うWar of the WorldsにROH側で参加。中邑真輔と試合し、ジャンピング、スライディング、正調ボマイェ連打からピンフォール負けをしている。試合後にROH離脱をアナウンスすると、サイラス・ヤングに攻撃されてしまう。6月のBest in the World 2014でサイラスを破ったのを最後に、ROHから離脱をしている。

### WWE

#### NXT
2014年8月12日、WWEが正式にスティーンと契約したことを発表して、8月25日にWWEパフォーマンスセンターでトレーニングを開始。10月29日、NXTへと昇格し、リングネームを憧れのレスラーであったオーウェン・ハートに因んでケビン・オーエンズ（Kevin Owens）へと変更した。12月4日、NXTにてプロモーションを告知。同月11日にて行われたTakeover R Evolutionにてデビューし、CJパーカーと対戦して勝利した。メインイベントのエイドリアン・ネヴィル vs サミ・ゼインのNXT王座戦にて旧友のゼインが勝利してベルトを獲得するとリングへと駆け込み真っ先に祝福したものの、ゼインがリング降りると強襲し、抗争への発展を窺わせた。
2015年2月11日、Takeover RivalにてNXT王座を保持するゼインに挑戦。勝負はお互いの体力が尽きるまで大技の応酬となるが最後にポップアップ・パワーボムを決めたところをゼインは失神。試合は中断されたもののGMであるウィリアム・リーガルの判断によりオーエンズの勝利となり、ベルトを奪取した。

#### WWE
2015年5月18日、NXT王座を保持しながらWWEに昇格。WWE・RAWにてリング上でUS王者であるジョン・シナがベルトを掲げてアメリカの誇りであるとマイクアピールし、挑戦者を募集したところに登場を果たす。同月20日のTakeover Unstoppableの宣伝も兼ねていたがシナからアドバイスを送ろうと告げられた瞬間に状況は一変。シナを急襲してポップアップ・パワーボムを決めてUS王座のベルトを踏みつけNXT王者としてノンタイトルマッチを行う事を宣言した。同月31日、PPVであるElimination Chamber 2015にてシナと対戦。試合を優位に進めるがアティテュード・アジャストメントを決められ攻勢が変わるもののオーエンズが掟破りのアティテュード・アジャストメントをシナに決め、最後にポップアップ・パワーボムを決めて勝利した。7月4日、WWE Live日本公演にて再びベイラーとNXT王座戦を行う。終盤にベイラーによりWWE移籍後に初となるブラディ・サンデーを喰らわされ、最後にクー・デ・グラを決めて敗戦し、ベルトを奪取された。8月22日、Takeover Brooklynにて今度はベイラーにNXT王座戦をラダー・マッチ形式で挑戦。互いに譲り合わない攻防が展開されるが最後にはラダーの頂点に立ちベルトを獲ろうとしたところベイラーの真下で倒れていたところをクー・デ・グラを決められてベルトを獲られ、王座を防衛された。9月20日、Night of Champions 2015にてWWE IC王者を保持するライバックに挑戦。力で押すスタイルのライバックに苦戦し、最後にライバックのフィニッシャーであるシェルショックを仕掛けられようとしたところをサミングで隙を作ると丸め込んで3カウントを奪い、ベルトを奪取した。10月3日、マディソン・スクエア・ガーデンで開催されたWWEネットワーク・スペシャル・イベントにて王座に挑戦してきたクリス・ジェリコを退けている。同月25日、Hell in a Cell 2015でライバックを相手に2度目の防衛に成功。
2016年2月15日、RAWにてFatal5WayマッチにWWE IC王座戦を行う。王者であるディーン・アンブローズ、ドルフ・ジグラー、スターダスト、タイラー・ブリーズと対戦し、終盤に5人ともフィニッシャーである大技の応酬となったところへ最後にブリーズにポップアップ・パワーボムを決めて勝利。ベルトを奪取した。8月29日、RAWにて空位となっていたWWEユニバーサル王座を巡りセス・ロリンズ、ビッグ・キャス、ロマン・レインズとフェイタル4wayイリミネーションマッチを行い手始めにキャスにフロッグ・スプラッシュを決めて3カウントを奪い、最後に場外で倒れていたところにバックステージより現れたトリプルHがロリンズにペディグリーを決めるとアシストを受けてフォール。勝利してベルトを獲得した。
2017年4月2日、WrestleMania 33にてWWE US王座を保持するクリス・ジェリコに挑戦。終盤に場外でエプロンサイドに向かってポップアップ・パワーボムで叩きつけるとリングに上げてフォールを奪い勝利。ベルトを奪取した。5月2日、SmackDown LiveにてWWE US王座を保持するクリス・ジェリコに挑戦。終盤に場外戦になるが最後にポップアップ・パワーボムを決めて勝利。ベルトを奪取した。試合後にはリング上でうずくまるジェリコに追撃を加えた。7月23日、Battleground 2017にてWWE US王座を保持するAJスタイルズに挑戦。終盤にクリップラー・クロスフェイスを決めるが切り返されてクリップラー・クロスフェイスを決められ窮地に陥るが体勢を入れ替え、極められながらもスタイルズをフォールする形になり3カウントを奪い勝利。ベルトを奪取した。10月8日、Hell in a Cell 2017にてシェイン・マクマホンとヘル・イン・ア・セルで対戦。終盤に金網天井の攻防から降りようとしたところにシェインから振り落とされ、さらに実況席に寝かされるとシェインが金網天井からリープ・オブ・フェイスを投下するがサミ・ゼインより救助されると難を逃れ、ゼインより担がれシェインにフォールして3カウントを奪い勝利した。
2024年4月、レッスルマニア40で3way形式のUS王座戦に挑むも、ランディ・オートンと共にローガン・ポールに敗北し、王座獲得に失敗した。
2024年8月、バッシュ・イン・ベルリンにてコーディ・ローデスの統一WWE王座に挑戦したが、ピンフォール負けを喫し、王座獲得に失敗した。
2025年2月、ロイヤルランブル大会でコーディ・ローデスとのラダー戦に敗れ、統一WWE王座の獲得に失敗した。
2025年3月、二人の地元カナダ開催のエリミネーション・チェンバー大会でサミ・ゼインとnoDQの非公式試合で対戦。オーエンズが勝利した。

## その他
- 少年時代、ホッケーやポロ、サッカーや野球をしていたスポーツ少年だったが11歳の時にサッカーで怪我をしてしまい、スポーツを続けることができなくなってしまった。その後、父親が録画したレッスルマニア11のビデオを見てプロレスラーになると決意した[92]。また、母語がフランス語の地域で育った割には流暢な英語を喋れるのも、WWEレスラーの掛け合い(スキット)を見て勉強したからである。
- 結婚しており、息子と娘がいる[93]。

## 得意技

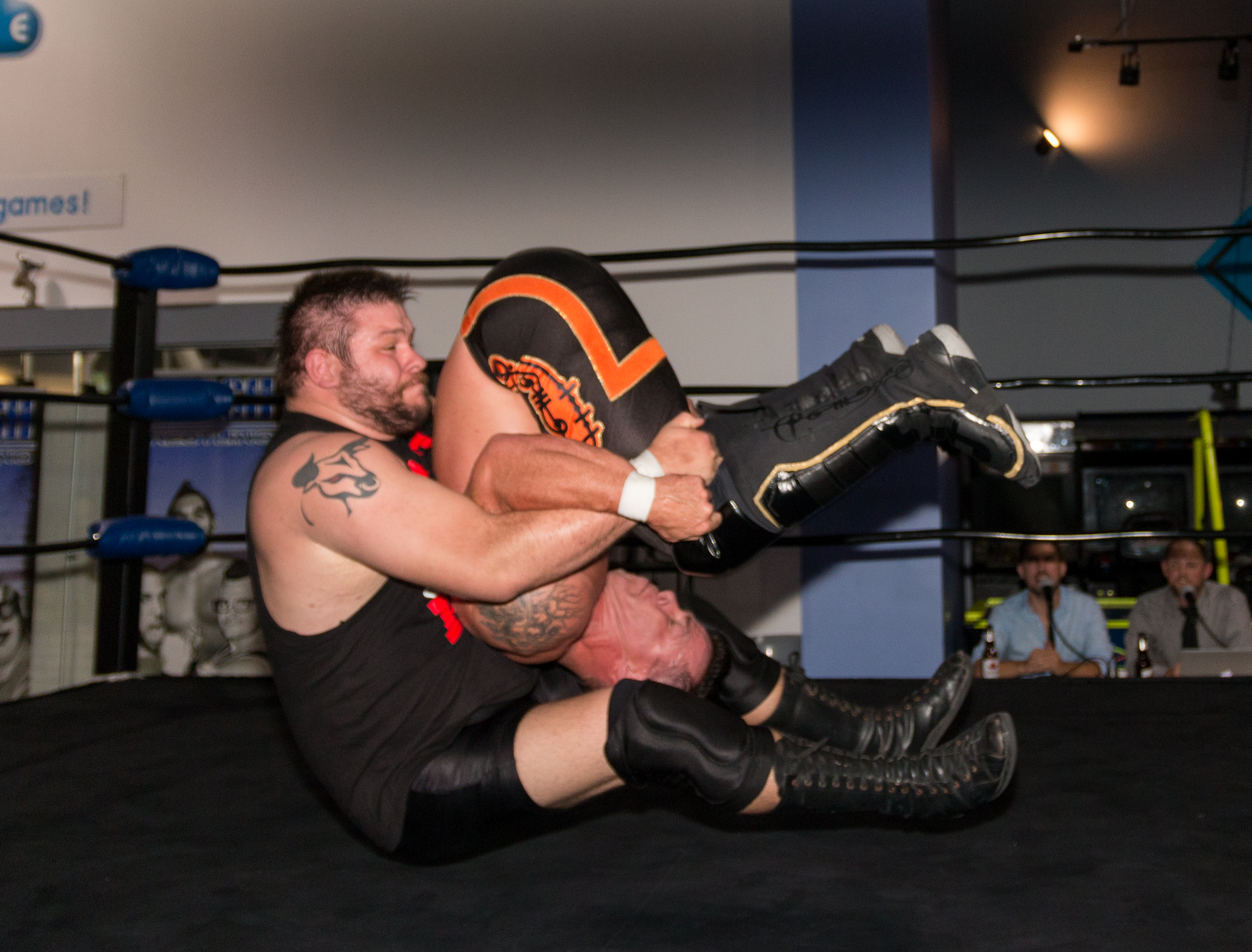
パッケージパイルドライバー

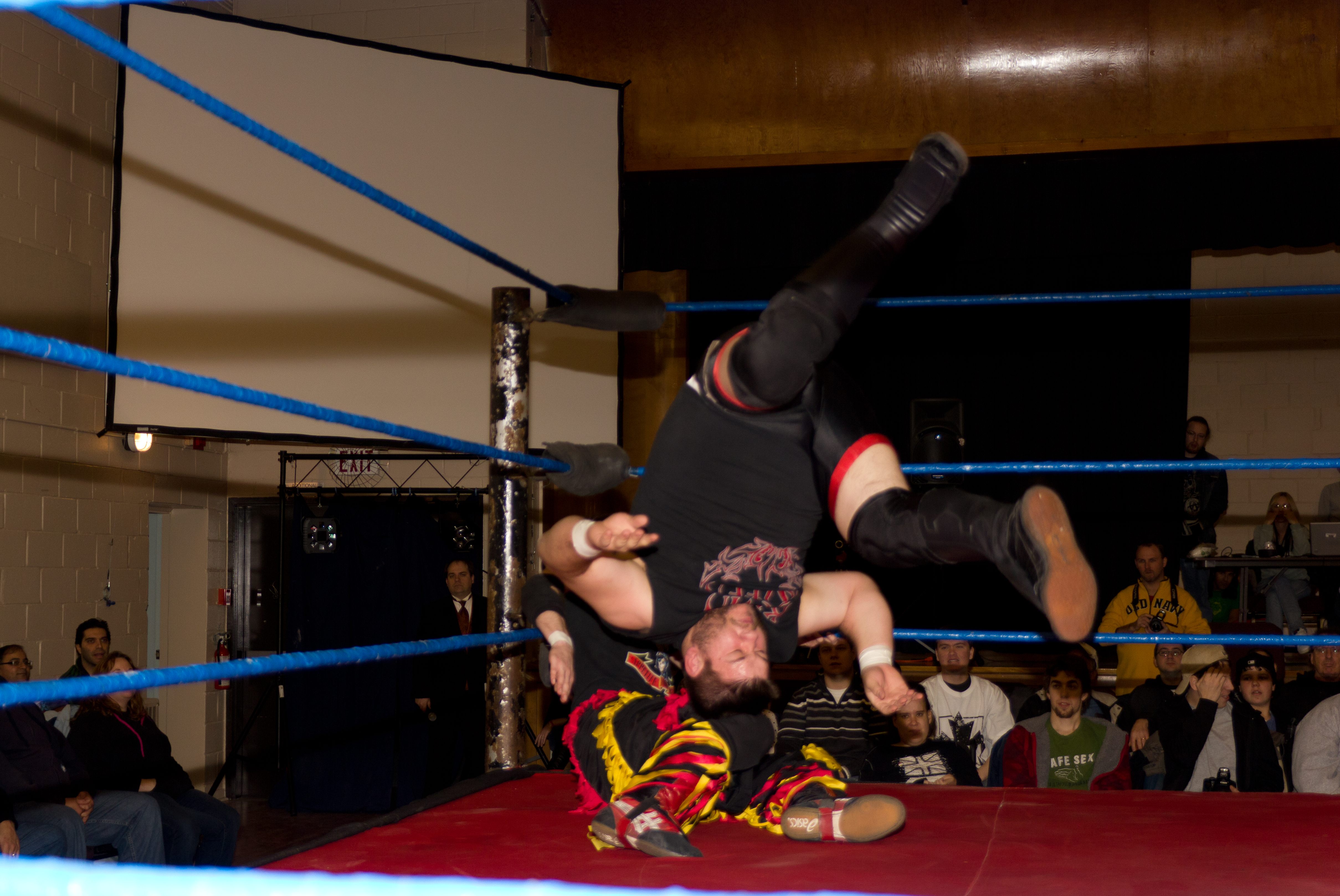
キャノンボール・セントーン

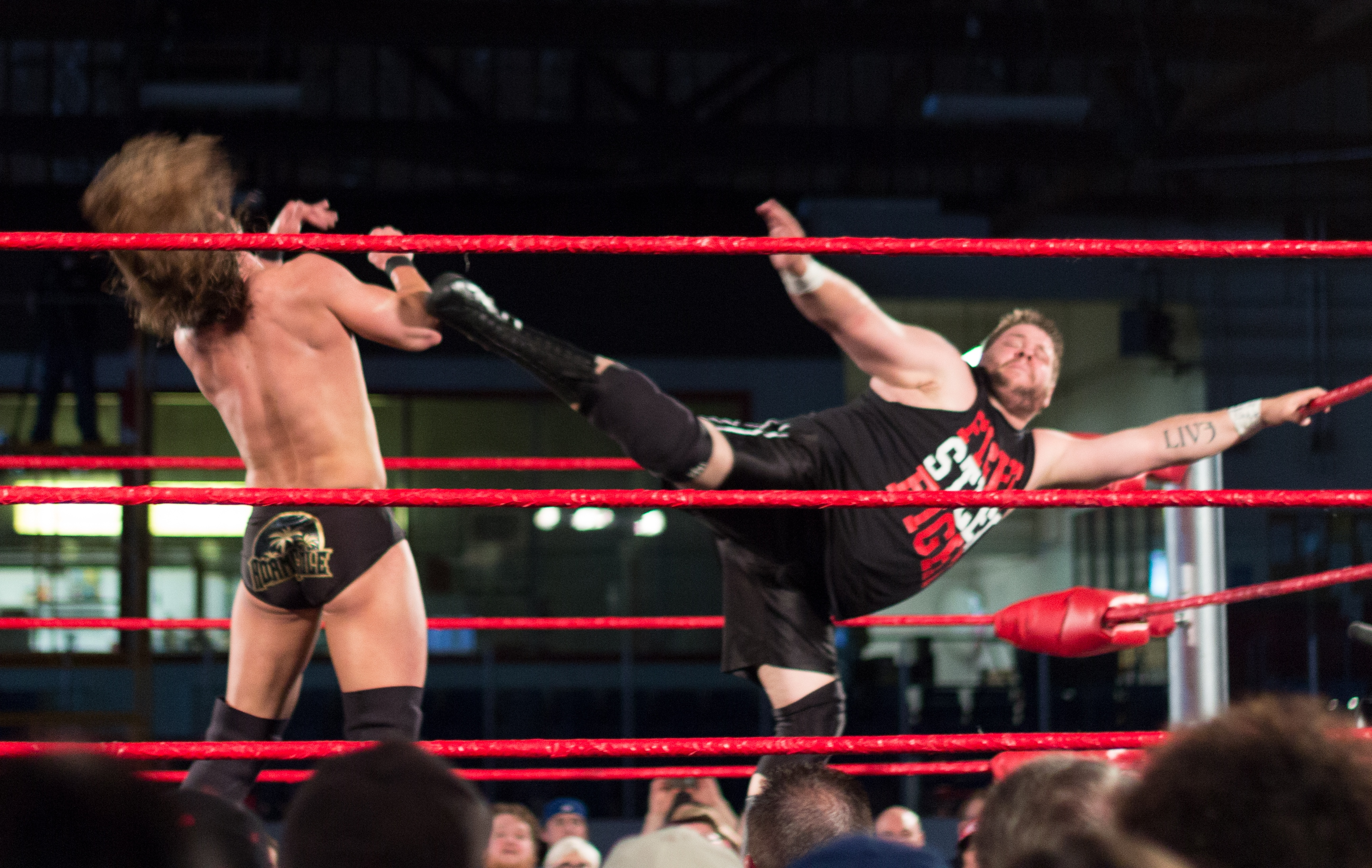
スーパーキック

パッケージ・パイルドライバーのような危険技はWWEに移籍してからは使用を控えているが、飛び技は現在でも（フェニックス・スプラッシュや450スプラッシュのような高度な技以外は）使用している。

### フィニッシュ・ホールド
スタナー
2019年頃からのフィニッシャー。
ポップアップ・パワーボム
WWEに所属してから使い始めたフィニッシャー。
正面から走ってきた相手の両腋を掴んで高く抱え上げ、相手の腰に腕を持ち替えてからそのままキャッチして投げっぱなしパワーボムに移行する荒技。シットダウン式パワーボムのバージョンも使用する。
アルゼンチン・ネックブリーカー
2016年のフィニッシャー
アルゼンチン・バックブリーカーの体勢で担ぎ上げた状態から身体を左右に揺すり、反動をつけた勢いで相手の足を掴んでいた手を離す。その後両手で相手の首を抱え込んで背中からマットに倒れ込み、相手の後頭部をマットに叩きつける。
パッケージ・パイルドライバー
インディー時代の代表的なフィニッシャー。であり、数々の相手をこの技で破っていた。時おりトップコーナーからも使用する。

### 投げ技
リングエプロンサイド・パワーボム
投げ放しパワーボム
スーパープレックス
スティーナライザー
パワーボムの体勢から相手の首の後ろで両手でクラッチしてからブリッジを利かせ後方へ投げ捨てる。ターンバックル式も使用する。
F-サンク
ファイヤーマンズキャリーの体勢から勢いをつけて相手の体全体をマットに叩きつけるフェイスバスター。サンク(Cinq)とはフランス語で5を表す。
ゴー・ホーム・ドライバー
ブロックバスターの体勢で相手を担え上げ、左腕を軸に相手を旋回させて、相手の脚を背面で再びキャッチし、斜めにシットダウンして後頭部からマットに叩きつける変型WA4。WWE所属後は技名なし。
ブロックバスターの体勢から反動をつけ、相手の脚を背後でキャッチしてWA4の体勢でマットに叩きつける。WWEに移籍してからはゴー・ホーム・ドライバーと呼ばれなくなっている。
スティーン・ブレーカー
相手の右腕を股下から掴み、相手の左脇から左腕で首をクラッチしてパンプハンドル・スラムのように持ち上げ、そのまま自分の膝に落とす変形ネックブリーカー。WWEに移籍後は単なるパンプハンドル・スラム・ネックブリーカーと呼ばれている。
パッケージ・サイドスラム
膝裏をクラッチしてパッケージ・パイルドライバーのように相手を垂直に持ち上げ、左手のクラッチを切り相手の体を半回転させながら右サイドに叩き付ける。初期型は相手を完全に持ち上げてからクラッチを切っていたが、現在は持ち上げながらクラッチを切る形を使用している。
サイドワインダー・スープレックス
反動をつけたリストクラッチ式バックドロップ。後に反り返るのではなく自分の左サイドに落とすのが特徴的。

### 関節技
シャープシューター
数少ない関節技でのフィニッシャー。中腰から完全に腰を落とした状態で極める事が多く、かなりエゲつない角度で極めている。

### 締め技
クリップラー・クロスフェイス
2010年だけ使っていたフィニッシャー。

### 飛び技
スワントーン・ボム
仰向けの状態の相手の胴体に空中で体を回転させて背中から落ちる飛び技。
ブルフロッグ・スプラッシュ
ロープの反動を利用してのその場で前方宙返り式レッグドロップ
仰向けうつ伏せ問わずに使用する。
ムーンサルトプレス
助走をつけたセントーン
キャノンボール・セントーン
450スプラッシュ
フェニックス・スプラッシュ
上記2点はWWEに移籍してからは使用していない。

### その他
ナックルパンチ
エルボー
バックハンド・チョップ
延髄切り
スーパーキック
みちのくドライバーII

## 入場曲
- Tear Away
- Unsettling Differnces
- Fight - 現在使用中

## 獲得タイトル
WWE
- WWEユニバーサル王座 : 1回
- WWE US王座 : 3回
- WWE IC王座 : 2回

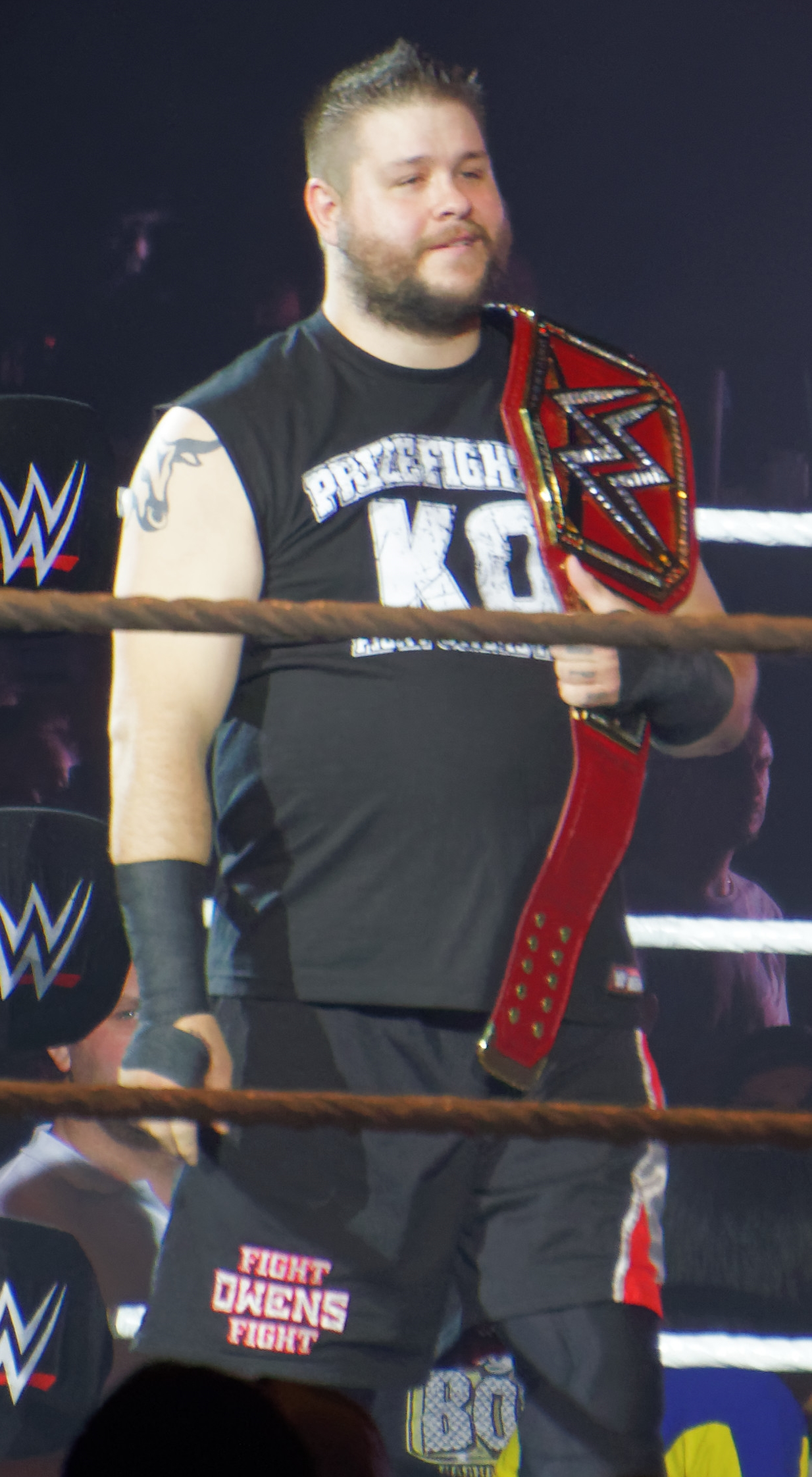
WWEユニバーサル王座

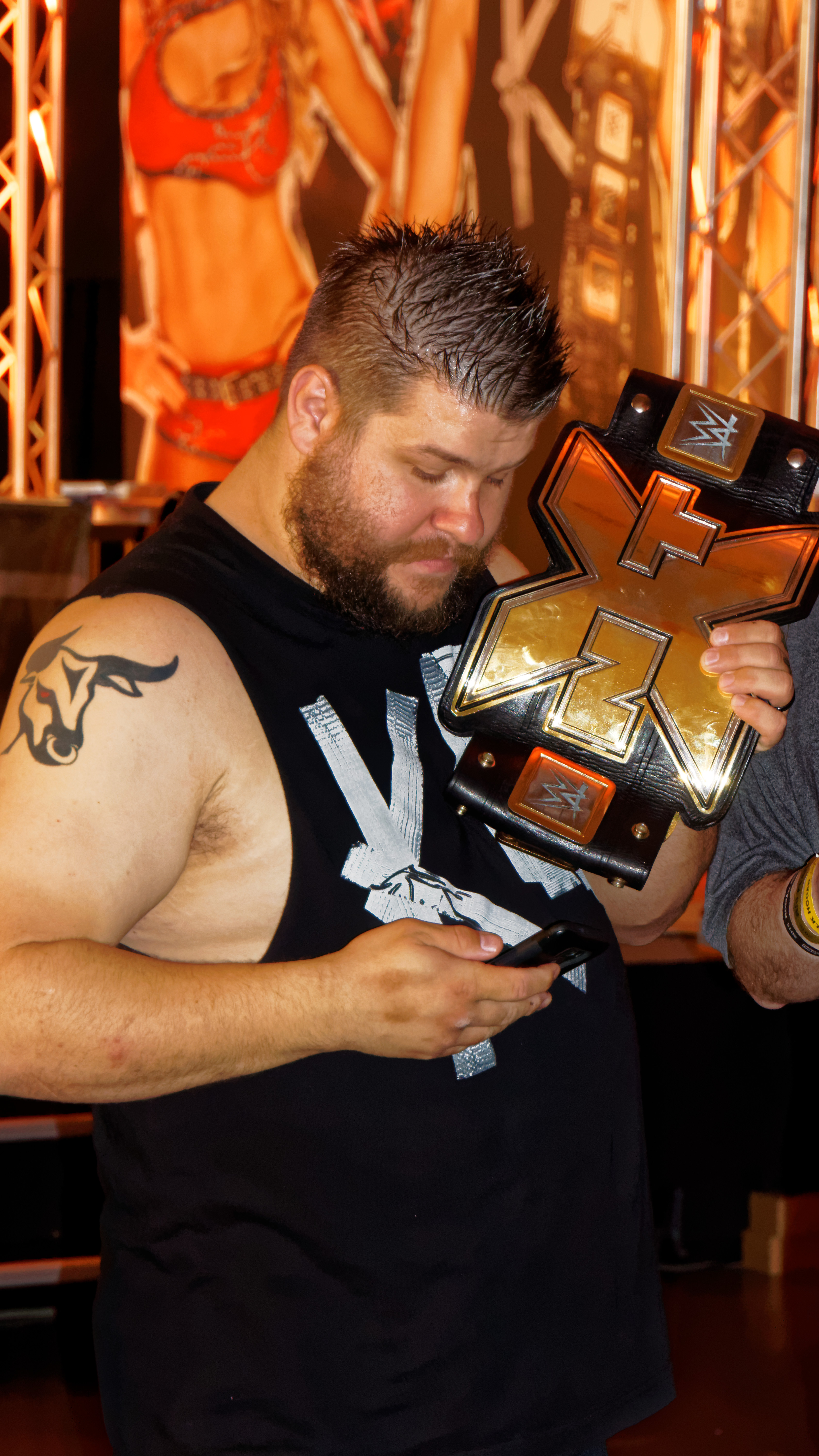
2015年、NXT王者時代

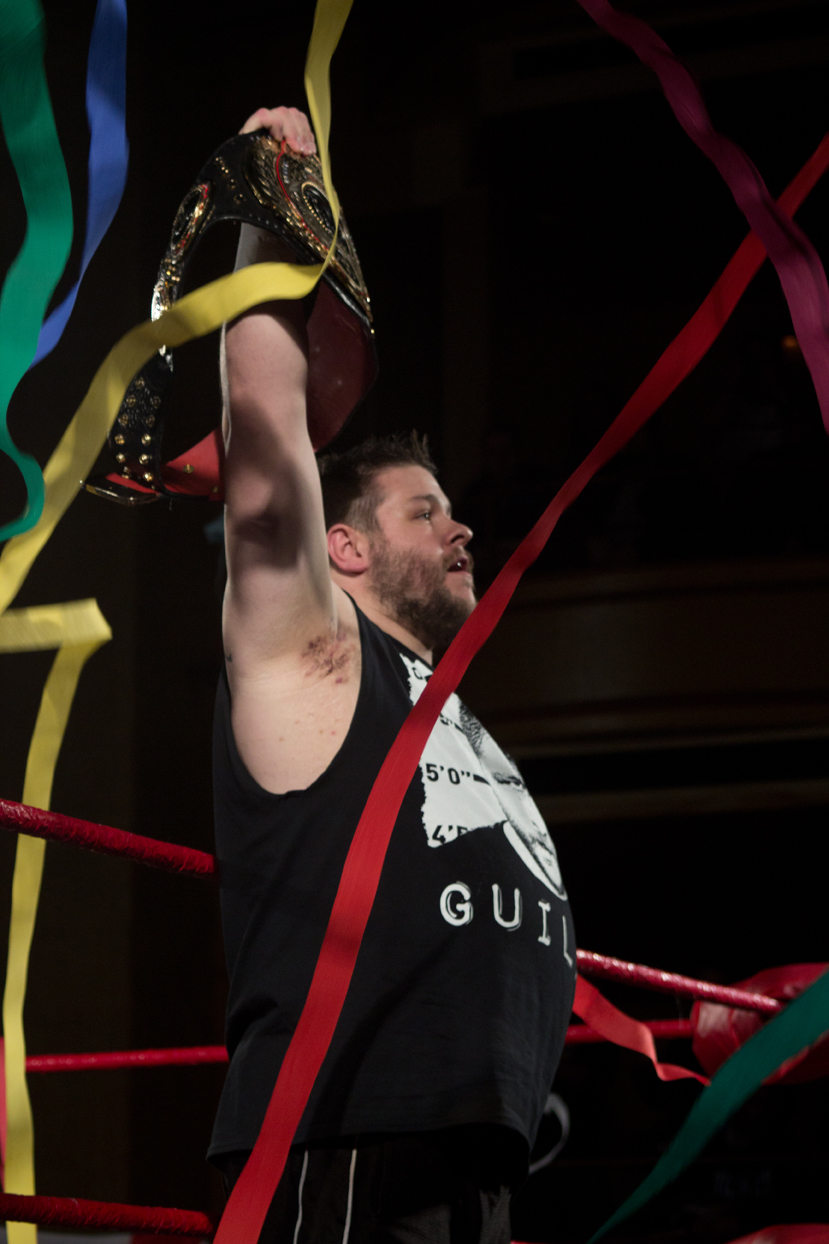
ROH世界王座

- WWE ロウ・タッグ王座 : 1回 （w/サミ・ゼイン）
- WWE スマックダウン・タッグ王座 : 1回 （w/サミ・ゼイン）
- NXT王座 : 1回
- トリプルクラウン達成
- グランドスラム達成

PWG（Pro Wrestling Guerrilla）
- PWG世界王座 : 3回[18][23][94]
- PWG世界タッグチーム王座 : 3回 （エル・ジェネリコ：2回、スーパー・ドラゴン：1回）[22][95][96]

ROH（Ring of Honor）
- ROH世界王座 : 1回[49]
- ROH世界タッグ王座 : 1回 （w/エル・ジェネリコ）[33]

CZW（Combat Zone Wrestling）
- CZWアイアンマン王座 : 1回 [97]

AAW (All American Wrestling)
- AAWヘビー級王座 : 1回[98]

C*4（Capital City Championship Combat)
- C*4王座 : 1回[99]
- C*4タッグ王座 : 1回 （w/マイク・ベイリー）[100]

CRW (Combat Revolution Wrestling)
CRWタッグチーム王座 : 1回（w/パット・スキルズ）
EWR（Elite Wrestling Revolution）
- EWRヘビー級王座 ：2回 [1]

IWS（International Wrestling Syndicate）
- IWSカナディアン王座 ：1回[99]
- IWSヘビー級王座 ：3回[102]

NSPW（North Shore Pro Wrestling）
- NSPW王座 ：1回[99]

SCW（Squared Circle Wrestling）
- 2CWヘビー級王座 ：1回[103]
- 2CWタッグチーム王座 : 1回（w/ジェイソン・アクセル）